# Defileringsmarsch
Defileringsmarsch är i Sverige ett marschstycke som antagits som ett förbands andrahandsmarsch efter den ordinarie förbandsmarschen, ett välkänt exempel är Svea livgardes defileringsmarsch från 1950. Defileringsmarschen i sin nuvarande betydelse uppstod under Andra världskriget då man ibland ville komplettera en förbandsmarsch med utländsk bakgrund med lämpligare svenska toner.
Innan defileringsmarschen blev en vanlig andrahandsmarsch användes begreppet i en snarlik betydelse. Under främst 1800-talet kunde de enskilda förbanden ha egna paradmarscher och då kallades den ordinarie förbandsmarschen defileringsmarsch, detta lever ännu kvar bl.a. i form av Kustartilleriets defileringsmarsch och Flottans defileringsmarsch.